# Dix-huit sources de péchés dans le jaïnisme
 (octobre 2022).

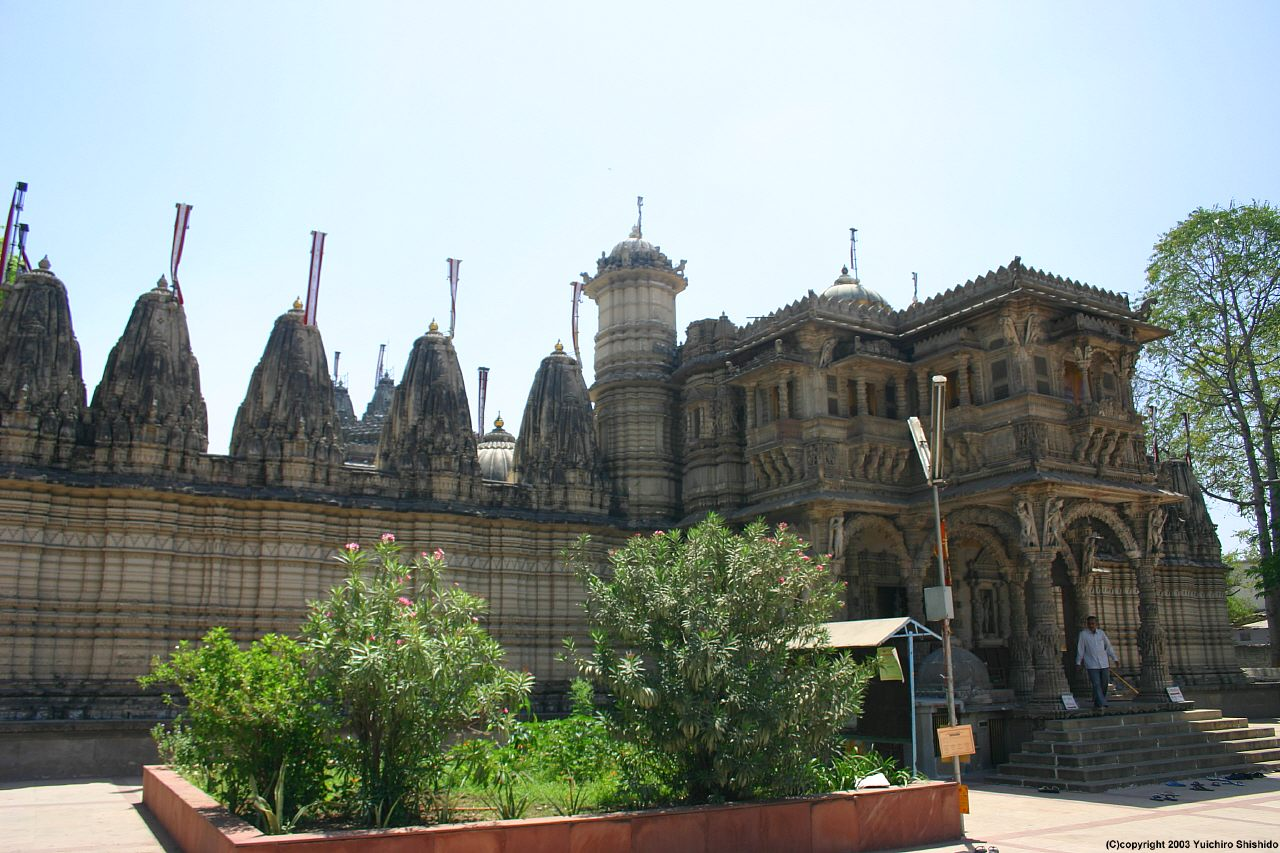
Temple jaïna à Ahmedabad (Gujarat).

Les dix-huit sources de péchés dans le jaïnisme sont la base du code moral du jaïnisme. Toutes les religions reconnaissent plus ou moins le principe de non-violence, mais seul le jaïnisme ainsi que sa philosophie et sa morale — est fondé intégralement sur la non-violence et son application conséquente.  
C'est pourquoi la non-violence est le premier et le plus important des cinq vœux majeurs du jaïnisme, les quatre autres n'en étant que des aspects détaillés ou ses extensions. « Les dix-huit sources de péchés » listent toutes les actions à ne pas commettre, parce que toujours liées à la violence, violence qui entraîne la souffrance pour autrui mais aussi pour soi-même. Ces actions polluent l'âme de mauvaises particules karmiques, qui produisent de mauvais effets sur l'individu, sinon dans cette vie du moins dans la prochaine, sauf si l'on atteint l'état d'équanimité. 

## La violence,hinsaoupranatipata
Le terme signifie violence envers les choses vivantes, que ce soit par l'activité ardente de l'esprit, de la parole, ou du corps. Ainsi, tous les attachements, les passions, sont des formes de la violence qui d'abord blessent le soi, qu'il y ait ou non une violence subséquente causée à un autre être. Tout ce qui est fait sous l'influence d'une passion, c'est-à-dire par une activité insouciante et sans contrôle de l'esprit, de la parole et du corps, constitue une violence, physique, verbale et mentale, donc un péché qui attire du mauvais karma et ne nous permet pas de développer notre compassion et l'amitié envers tous les êtres vivants.

## Le mensonge,asatyaoumrushvada
Le mensonge est violence. On appelle mensonge tout énoncé inexact dû à l'activité non contrôlée de la parole, de l'esprit ou du corps. Il est donc clair que, puisque cette forme d'activité est la cause majeure de la violence, elle est aussi présente dans tout énoncé inexact.

## Le vol,chauryaouadattâdâna
Le vol est violence. Le fait de prendre, par une activité non contrôlée, des choses qui n'ont pas été données ou qui ne sont pas à soi, constitue un vol. C'est une violence, d'abord, parce que l'on sait que cela provoque un désagrément envers autrui - c'est une faute morale - donc une blessure envers soi-même, et c'est en même temps, une violence envers la personne volée. 

## Le manque de pureté,abrahmaoumaithuna
Le manque de pureté est violence. Le manque de chasteté, le fait de s'adonner à la passion du sexe, sont des violences parce qu'à leur origine il y a le désir (qui révèle la frustration, tôt ou tard, la frustration étant la source de toutes les souffrances) et que celui-ci est une violence du soi.

## Le caractère possessif,parigraha
L'attachement interne, c'est-à-dire le désir de biens terrestres, porte préjudice à la pureté de l'âme, et la blessure ainsi causée à sa nature constitue une violence. De même, l'attachement externe, c'est-à-dire la possession réelle de biens terrestres, crée de l'intérêt et de l'attrait pour eux, ce qui souille la pureté de l'âme et, par conséquent, provoque une violence.

## La colère,krodha
C'est le résultat d'un manque de tolérance et la réaction face à une déception par rapport à nos attentes, nos désirs. C'est un sentiment qui ne permet pas l'élévation spirituelle, mais tout le contraire, car il ne nous permet plus de distinguer le bien et le mal. C'est une source de souffrance pour tout le monde, et donc une forme de la violence. Dans tous les cas, il faut savoir pardonner, et montrer que l'on regrette sincèrement ce moment d'inadvertance:« Celui qui ne craint nul homme sur terre trouverait pénible de devoir se mettre en colère contre quelqu'un qui essaie en vain de lui faire du mal (le Mahâtmâ Gandhî) ». 

## L'arrogance (l'ego),mana
À cause de l'ego, l'arrogance, la vanité et le narcissisme se développent et nous font naturellement regarder les autres de haut, et cela nous empêche d'avoir de la compassion et de l'empathie. Au lieu de cultiver une humilité sincère, source de progrès, on se fourvoie complètement, puisque toutes les âmes des êtres vivants sont égales en pureté dans leur état parfait. C'est donc une forme de violence, car par un comportement égoïste, on blesse forcément autrui, et finalement soi-même.

## La tromperie,mâyâ
La tromperie, la ruse et « mâyâ » sont synonymes. Lorsque nous trichons et que nous réussissons en le faisant, cela entraîne le développement de l'ego et nous éloigne de notre soi véritable, réellement pur, dénué d'attachement et heureux.

## L'avidité,lobha
L'avidité est violence. Étant donné que nos désirs sont sans fin, nous pouvons, à cause de notre ignorance, désirer avoir plus alors que nous avons assez pour satisfaire nos besoins. Cela peut provoquer de la colère, de la jalousie, de la légère supercherie jusqu'au meurtre, individuel, ou général comme les États et les guerres qu'ils engendrent. La condition de la paix et de l'harmonie universelle est illustrée par cette phrase du Mahâtmâ Gandhî:« Vivre tous, simplement, pour que tous puissent, simplement vivre ».  

## L'attachement,râga
L'attachement est violence. Il peut concerner autant les relations sentimentales (jalousie maladive), familiales, que l'argent (la malhonnêteté), les biens, etc. Cet attachement peut nous aveugler, car pour arriver à nos fins, nous employons des méthodes pernicieuses, qui créent des souffrances. Il vaut mieux vivre une vie admirable, où l'on pratique la compassion, au lieu de se préoccuper sans cesse d'acquérir ou de conserver ce que nous voulons ou non.

## La haine,dvesha
La haine est la réaction d'une situation où l'on se trouve blessé et offensé par quelqu'un ou quelques-uns. Mais la haine est néanmoins une source de démérites. Même si quelqu'un est cruel envers nous, nous devons montrer notre compassion. Pour un jaïn, c'est une façon d'être un « vainqueur », non pas sur les autres, car c'est une victoire facile, presque une défaite, mais sur soi-même, le combat le plus difficile néanmoins source de la plus parfaite des plénitudes. Avec ses quelques citations, le Mahâtmâ Gandhî nous éclaire sur ce péché et la façon de l'éviter par sa propre force:« Je cherche à émousser complètement l'épée du tyran, non pas en la heurtant avec un acier mieux effilé, mais en trompant son attente de me voir lui offrir une résistance physique. il trouvera chez moi une résistance de l'âme qui échappera à son étreinte. Cette résistance d'abord l'aveuglera, et ensuite l'obligera à s'incliner. Et le fait de s'incliner n'humiliera pas l'agresseur, mais l'élèvera »; « Donner un verre d'eau en échange d'un verre d'eau n'est rien; la vrai grandeur consiste à rendre le bien pour le mal », « Donner de l'amour, les lâches n'en peuvent pas. C'est la prérogative des humains courageux ».

## La querelle,kalah
La querelle est le fruit infect du ressentiment ou de l'incompréhension. La frustration et la colère sont les racines profondes de ses formes de maux. Sur le long terme, les camps qui se battent, s'affrontent, sont toujours perdants. Il faut apprendre à laisser aller et à pardonner: « C'est une erreur de croire nécessairement faux ce que l'on ne comprend pas »; « La règle d'or de la conduite est la tolérance mutuelle, car nous ne penserons jamais de la même façon, nous ne verrons qu'une partie de la vérité et sous des angles différents » (le Mahâtmâ Gandhî).

## L'accusation,abhyakhyana
Par des sentiments mauvais, parfois selon un désir malveillant de délation ou de vengeance, certains déclarent de fausses accusations. Ils ne supportent pas leur perte ou refusent de reconnaître leurs erreurs ou leur manque d'habileté et préfèrent blâmer, sans aucun fondement, les autres qui les entourent, alors que leur responsabilité dans l'affaire est nulle. Dans ce cas, il s'agit de savoir se juger par soi-même et réfléchir avant d'affirmer telle ou telle affirmation, sans soucis de véracité. C'est évidemment un péché a éviter.

## Le commérage,paishunya
Par désœuvrement mal intentionné, on répand des rumeurs derrière le dos de quelqu'un. Certains le font pour paraître intelligent mais ils ne produisent que des facteurs de disputes inutiles ou de malentendus. Cela éloigne du chemin spirituel et ne favorise pas les actes constructifs où le ressentiment n'a pas sa place. Pour éviter ce genre de péché, il vaut mieux observer le vœu de franchise et essayer d'apprécier les qualités de chacun.

## La critique,parparivada
Passer son temps à critiquer tout le monde ne mène à rien et cela pollue notre âme de particules karmiques mauvaises, dues à nos paroles et pensées. Si une critique est faite selon l'intention louable d'améliorer les choses et d'apporter le bien-être de tous, elle est la bienvenue. Mais si son but est de démolir les autres, même s'ils n'en prennent pas connaissance, il faut s'en abstenir. Car il s'agit d'abord d'une violence envers sa propre âme.

## Aimer ou ne pas aimer,rati-arati
Le préjugé est un ennemi de la non-violence. On ne peut pas avoir de jugement correct. Par exemple, nous aimons voir ceux que nous désirons voir (comme des amis), nous n'aimons pas voir ceux que nous ne désirons pas voir (comme un mendiant, un étranger). Ces façons d'aimer ou de ne pas aimer peuvent sembler être des passions naturelles, mais nous ne devons pas oublier qu'elles impriment dans nos pensées le sentiment d'attachement ou d'aversion. Par conséquent, même si ces expressions peuvent paraître innocentes, nous devons y faire attention et essayer de les relativiser afin d'acquérir un authentique comportement non-violent. 

## La malice,maya-mrushvada
En tant que tel, un mensonge est une faute pour soi et pour les autres, mais si en plus il est produit dans un dessein pervers, il en devient encore plus condamnable. La méchanceté induit tout le monde dans l'erreur, et l'on peut oublier que la gentillesse et la douceur sont des qualités qui permettent à l'âme d'acquérir de bonnes particules karmiques.

## Les fausses croyances,mithyâ darshana shalya
Les fausses croyances sont celles qui mènent à la souffrance. Il est évident que l'attachement et la violence sont deux sœurs, mères de la souffrance de tous les êtres vivants. Une croyance fausse peut commencer au fait de croire en de faux maîtres - ceux qui ne croient pas aux cinq vœux majeurs prescrits par les Jina en contribuant à l'exaltation des 18 péchés - en de fausses religions, philosophies, idéologies, morales, etc. en de faux dieux, tous contribuant à la violence, la colère, l'ego, l'attachement. Les Jina n'ont ni attachement ni aversion, et ainsi n'attendent rien en retour des conseils qu'ils donnent, selon quoi nous sommes notre propre sauveur et que nous seuls pouvons nous sauver.
Aussi longtemps que nous vivons dans le monde, nous sommes obligés d'effectuer quelques-unes de ces activités, mais nous devons faire attention à les remplacer par de bonnes, afin de minimiser le mal qu'elles font à notre âme et aux autres. Si nous sommes entraînés dans une action source de péché, en raison de circonstances inévitables, nous devons la faire à regret, sans jamais en éprouver du plaisir: « Vis comme si tu devais mourir demain, apprends comme si tu devais vivre toujours » (le Mahâtmâ Gandhî).